# 后龙河水库
后龙河水库是中国山东省威海市荣成市境内的一座水库，位于沽河东支中游，建于1960年。水库正常库容为2100万立方米，平均水深为4.40米，集雨面积为61平方千米，海拔为53.18米。